# 8722 Schirra
8722 Schirra este un asteroid din centura principală de asteroizi.

## Descriere
8722 Schirra este un asteroid din centura principală de asteroizi. A fost descoperit pe 19 august 1996 la Granville de Davis, R. G.. El prezintă o orbită caracterizată de o semiaxă mare de 2,39 ua, o excentricitate de 0,30 și o înclinație de 5,9° în raport cu ecliptica.